# Umeshu

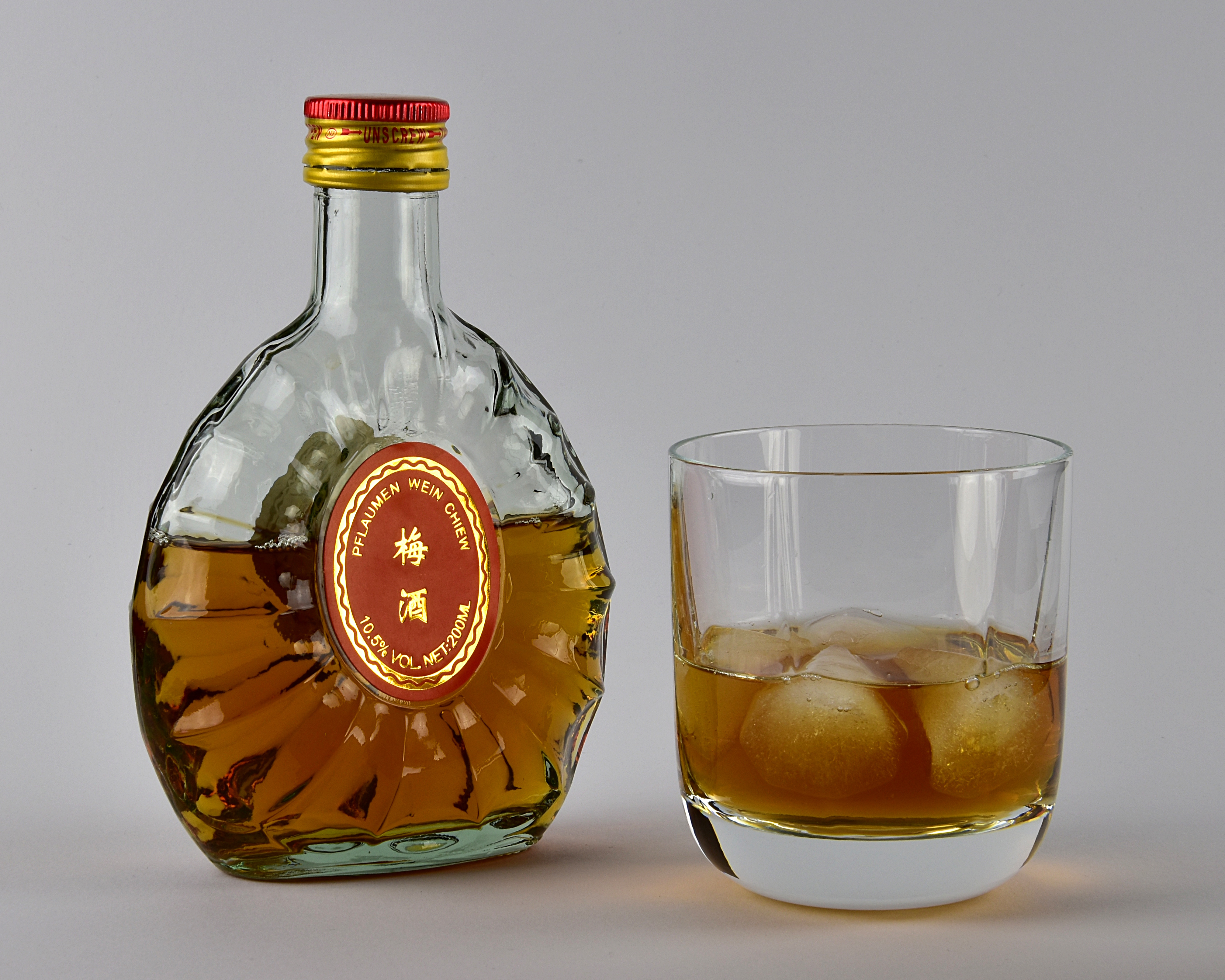
Chinesischer „Pflaumenwein“ mit Eiswürfeln

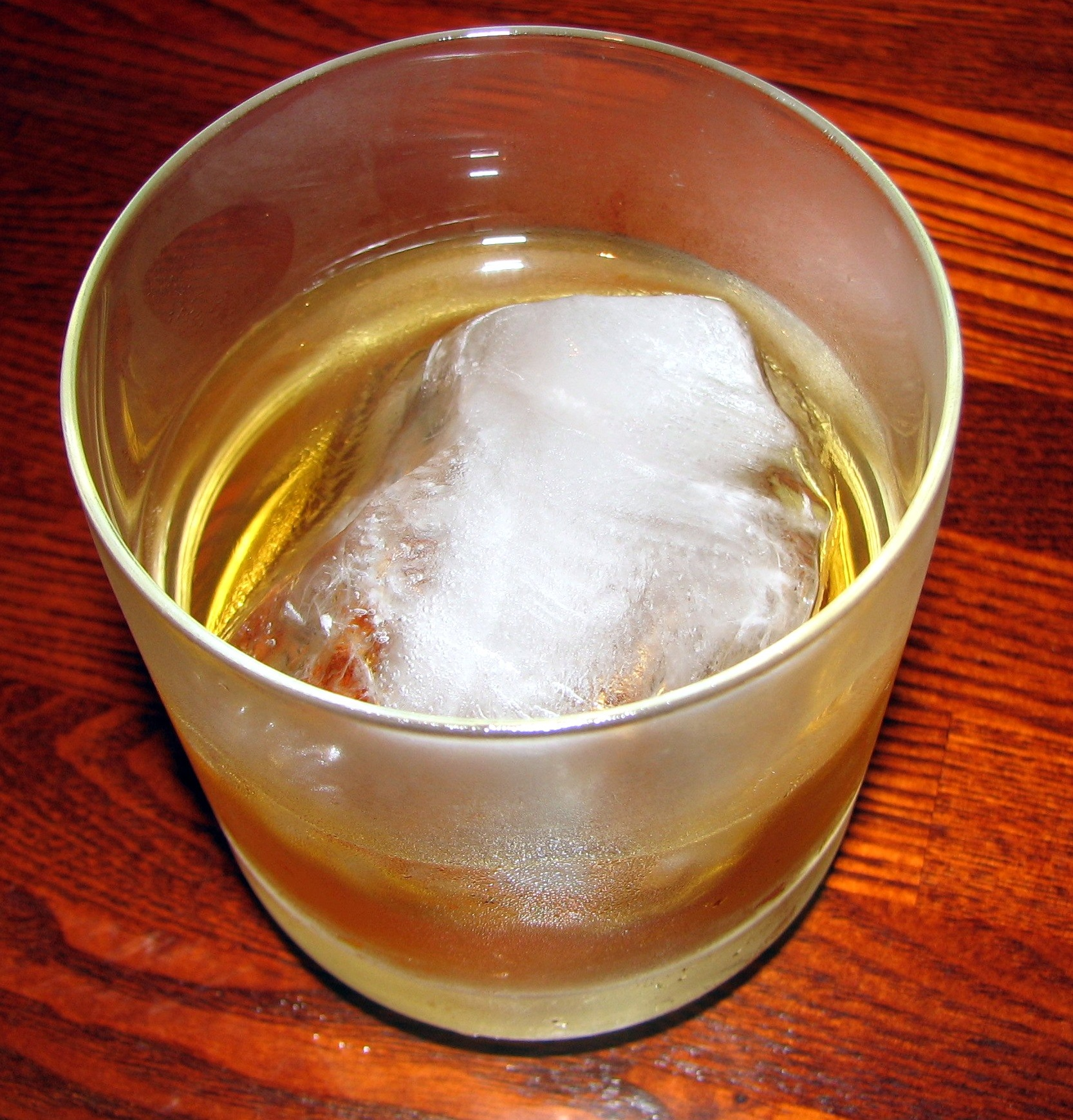
Umeshu on the Rocks (Umeshu Rokku)

Umeshu (jap. 梅酒, „Ume-Alkohol“) ist ein japanischer Likör aus den Früchten der Ume (Prunus mume), einer Art aus der Gattung Prunus, zu der u. a. die Aprikose und die Pflaume gehören. Da die Ume enger mit der Aprikose als mit der Pflaume verwandt ist, wird Umeshu häufig als „Japanischer Aprikosenlikör“, gelegentlich aber auch als „Japanischer Pflaumenlikör“ oder – irreführend – als „Pflaumenwein“ vermarktet.
Umeshu ist mild und schmeckt süß oder süß-sauer, und oft liegt am Boden der Flasche noch eine Ume. In der Regel hat dieser Likör einen Alkoholgehalt von 8 bis 15 Prozent. Umeshu trinkt man in Japan kalt oder warm oder auf Eis, als Aperitif oder (häufiger) nach dem Essen als Verdauungsschnaps. Auch als Cocktail-Zutat kann Umeshu genutzt werden. Ähnliche Produkte werden in Korea hergestellt und heißen dort maesil-ju, maehwasu oder maechuisun. In China wird ein vergleichbares Getränk unter dem Namen 梅酒,  méi jiǔ angeboten.
Umeshu wird unter Zugabe von reichlich Zucker durch in Shōchū („Branntwein“) eingelegte Ume-Früchte hergestellt. Nach mehrwöchiger Lagerung kann die nunmehr aromatisierte, hochprozentige Flüssigkeit durch Zugabe von Wasser auf den gewünschten Alkoholgehalt eingestellt und getrunken werden. Besonders preiswerte Produkte werden auf der Grundlage von Weißwein hergestellt („aromatisiertes weinhaltiges Getränk“).